# Pico Humboldt
Pico Humboldt to drugi szczyt Wenezueli. Leży w paśmie górskim Sierra Nevada de Mérida w Andach. Szczyt ten znajduje się w Parku Narodowym Sierra Nevada.
Szczyt otoczony jest przez lodowce Coromoto i Sievers, dwa największe, z pięciu, znajdujących się na terenie Wenezueli. Jednak jak większość lodowców w tym rejonie, one też szybko topnieją. Za parędziesiąt lat mają zniknąć całkowicie.